# Breitgrieskarspitze
De Breitgrieskarspitze is een 2590 meter hoge bergtop in de Hinterautal-Vomper-keten in de Karwendel in de Oostenrijkse deelstaat Tirol. De bergtop wordt geflankeerd door de Große Seekarspitze (2679 meter) in het oosten en de Riedlkarspitze (2585 meter) in het westen.
De normale route naar de top loopt vanuit Scharnitz via de Pleisenhütte en de Hinterkar naar de top van de Breitgrieskarspitze en neemt ongeveer 3,5 uur in beslag. Vlak onder de top loopt de weg van de Pleisenhütte naar het Karwendelhaus, een tocht welke ongeveer acht uur in beslag neemt. Ook vanuit het Karwendelhaus wordt de bergtop veelvuldig beklommen; deze route kost de klimmer gemiddeld vier uur van zijn tijd.
Op de Breitgrieskarscharte aan de oostelijke zijde van de Breitgrieskarspitze bevindt zich een noodonderkomen voor het geval het weer tijdens de tocht van Pleisenhütte naar Karwendelhaus plots omslaat.
Zoals een groot deel van het Karwendelgebergte bestaat de Breitgrieskarspitze voor een groot deel uit Wettersteinkalk.